# Bøvs
At bøvse eller ræbe er at slippe gas fra fordøjelseskanalen (primært spiserøret og maven) ud gennem munden. Ofte ledsaget af en karakteristisk lyd og sommetider en lugt.

## Bibetydning
Hvis man vil udtrykke ringeagt for et udsagn, kan man kalde det "en bøvs". Derved antyder man, at udsagnet enten er upassende eller meningsløst.

## Fysiologi
Bøvsning skyldes ofte for hurtig indtagelse af mad eller drikke, hvorved man sluger luft (aerofagi) som efterfølgende udstødes som en blanding af nitrogen og oxygen. Bøvser kan også opstå ved at drikke kulsyreholdige drikkevarer såsom øl, sodavand eller champagne, hvor den udstødte gas så er kuldioxid fra selve drikkevaren. Lidelsen gastroøsofageal reflux kan også forårsage ufrivillig bøvsning. Enkelte undersøgelser  har antydet at aerofagi ikke altid er hovedårsagen, men at bøvsning i høj grad er en indlært (social) adfærd.
Bøvselyden skyldes vibrationer i mavemunden (spiserørslukkemuskel) når gassen passerer gennem den. Den nuværende Guinness verdensrekord for højeste bøvs er 118,1 decibel, opnået af Paul Hunn fra London, Storbritannien, i 2000. (Dette svarer til en væsentlig højere lyd end fra en motorsav på en meters afstand). 

## Social kontekst og etikette
I den vestlige verden betragtes lydhørt bøvsning som uhøfligt, dog ikke lige så meget som prutning. Nogle mennesker dækker munden med deres hånd på samme måde som man kan skjule et gab. Bøvsning anses dog som acceptabelt og humoristisk blandt børn og nogle voksne. Det sker at børn kaster sig ud i bøvsekonkurrencer, for at afklare hvem der kan lave den højeste bøvs. De kan også finde på at bøvse alfabetet eller hele sange.
I nogle kulturer ses bøvsning efter et måltid som en kompliment til kokken.

## Småbørns bøvsning
Babyer er særligt udsatte for opsamling af gas i maven mens de spiser. Dette kan gøre barnet meget uroligt medmindre man hjælper barnet med at bøvse. Dette gøres ved at placere barnet i en stilling som hjælper udstødning af gassen (for eksempel hen over en voksens skulder med barnets mave hvilende på den voksnes bryst) mens man let gnubber eller klapper barnet på den nedre del af ryggen indtil barnet bøvser.
Da bøvsning kan forårsage opkast hos småbørn placerer man ofte et stykke stof på den voksnes skulder for at beskytte tøjet.

## Eksterne links
- Burping as a behavioural problem (engelsk)